# Presbytis mitrata
Presbytis mitrata is een zoogdier uit de familie van de apen van de Oude Wereld (Cercopithecidae). De wetenschappelijke naam van de soort werd voor het eerst geldig gepubliceerd door Johann Friedrich von Eschscholtz in 1821.

## Voorkomen
De soort komt voor in het zuidoosten van Sumatra.